# 霹靂布袋戲人物列表/ㄒ
霹靂布袋戲人物列表的人物列表

## 西無君
四方無君之一，為人心胸頗狹，登場於霹靂刀鋒第13集，後在霹靂異數之萬里征途第11集被銀狐所殺。
西無君是師承策衍先座的四方無君之一，個性自負驕傲，對於失敗耿耿於懷，與四無君也是同修，專精刀法。為試驗自身能力而被四無君尋出相助，生擒天忌。以素續緣為人質在五郡原排設五行刀陣挑戰天下刀者，連周八伯、蒼茫荒獅都闖陣失敗，蒼茫荒獅更身歿陣中。
後來銀狐以零式刀法大敗西無君，破解五行刀陣，西無君自此視銀狐為大敵，甚至在銀狐破解北無君的陰陽劍陣後破格出手，西無君跟北無君聯手施展刀劍連鎖陣逼殺銀狐，但葉小釵橫加插手相助銀狐，最終西無君死於銀狐刀下，導致後來北無君不斷向銀狐報復的主因。
- 武學：冥翳振風刀

## 襲九鼎
共仰瞻風前任風闕，文中帶武，個性溫文雍容，不怒而威。昔日因一樁調停案件，不幸遇害瀕死，被后無封秘密安置，後在忌霞殤協助下取得鬼覺神知細胞，經枯禪印機醫治下方恢復行動能力，但卻因體內有鬼覺神知細胞而逐漸異變。
- 武學：九曜天襲

## 下酆都
是血榜殺手第二人，身材火辣、全身環繞一條紫色蟒蛇刺青美麗而邪魅，於霹靂天啟第20集登場，後在霹靂天啟第42集被漠刀絕塵斬殺。 
原為荒漠巫教的遺孤，在巫教為荒漠刀皇所逐後，於東武林被生死在握權傾天收為麾下，加入血榜，曾參與屠殺燕山豪門、毒殺武林十大神捕之九等大案，善用毒術與媚功取人性命，加上名刀神舞在手，在血榜中標名第二，是一等一的殺手，但也殺害了權傾天，投身太學主帳下，幫助他偽裝成權傾天操縱血榜，太學主存有仰慕與敵對的矛盾感情。
在太學主的囑咐下，下酆都曾擒回淨琉璃，和不二做交手，但在跟伏龍先生交手時，意外發現對方不懼自己的劇毒，後來經調查才確知是伏龍先生另外還中了殮屍不化骨的魘毒。後來下酆都也受太學主命令聯合絕情書對上六銖衣。但在執行殲滅日盲族任務時，意外反中了千葉傳奇的毒，被威脅在一個月內將太學主的人頭交出換取解藥。
下酆都因此鋌而走險趁著太學主同時對上天狼星與閻羅王鎖之際，放毒偷襲太學主，失敗後驚慌地於是逃到荒郊野外，卻仍為太學主找到下落，更出手幫她解毒，讓下酆都就此完全信任太學主。
由於太學主為了超越前任死國之神，著意追求前代死神愛人一夕海棠，使下酆都醋勁大發，但也無可奈何，在女帝長心低頭向太學主懇求協助時，被太學主派遣和閻王鎖等人加入朱翼王朝，幫助織語長心攻打日盲族、中原正道等，一度放毒毒殺了日盲族許多成員，及兩大護衛中的燕啼紅，但跟葉小釵交手時，遇上尋仇的漠刀絕塵，遭一刀斃命。

## 血傀師
玄玄鴻蒙造天劫，混沌世局操死生。
當鬼覺神知蓋下止戰之鑰，時空靜止之際所出現的異人，身揹奇特的乾尸，通曉武林許多不為人知的秘辛。身份弔詭，撲朔迷離，利用失落的十二時辰，意圖重建武林新秩序，主宰佛厲大戰後的掌控權，最後亡於天踦爵的轟動武林(動機懺武學)。 
- 武學：闇流邪術、天絲血羅掌、翻掌毀光明‧覆手滅黑暗、鐵山飄掌、蛛形留弓、反色闇術

## 雪狼
雪狼是台灣霹靂布袋戲中的人物，也稱「雪中狼」，天殘武祖帳下八大將之一，在霹靂狂刀第35集出場，歿於霹靂王朝第6集。
雪狼初登場時乃是一名退隱至大雪原的刀客，退隱前曾在雲波丘獲得一口魚龍神刀，持之縱橫江湖，乃是天殘武祖帳下八大將之一；因天殘武祖用計逼迫至友藏劍生之弟亂世狂刀自封天地門、以及過往曾欠狂刀一個人情，不恥其為人，遂再度將魚龍神刀封於雲波丘，退隱至大雪原。退隱時，偶然伸手救下被合修會追殺的龍末九、盼夢圓父女，龍末九終是不治，根據他的遺書，遂將尚是嬰孩的盼夢圓收為義女扶養，並收埋龍末九、心弦遺體；後來魚龍神刀的原主普生（神鶴佐木），因身分為非凡公子識破、被設計驅逐出菩提學院，也來到大雪原，兩人就此結識。
無奈雪狼雖是退隱，江湖情仇總脫不了身，昔日恩人大和居士多年來不斷向他挑戰，雪狼不願與其戰鬥，五次遷徙住處；宇宙神知指示消滅鬼王棺的方法，秦假仙認定他是「天下最冷的人」，甚至因此擄走盼夢圓，造成一場風波。最後還捲入魔域的陰謀，被魔域臥底萬縷絲指為三教之子嫌疑者、而被道教盯上，遭到三世道君派遣歸元聖童領軍圍殺；藏劍生雖急忙取出魚龍神刀前往援助，但為時已晚，雪狼已遭到道教殺害。
※在霹靂開疆紀中，四非凡人曾易容成他的模樣，模擬過往的情景，藉以喚醒其好友神鶴佐木的記憶。

## 血剎如來
吾非魔非聖，輕蔑三教，斬妖殺厲，定法名－血剎如來！
佛愆鬼如來之進化。手持邪兵與戒刀滌罪犀角和佛刑禪那，頭上佈滿骷髏舍利，骷髏舍利一邊銀一邊金，臉上有接縫分隔線，紋路陰陽兩分，象徵佛魔融合、一正一反。血剎如來的前身是鬼如來，鬼如來的前身是帝如來。
- 武學：初禪三式、鬼禪六斷、禪海雷音、吾佛照燈印

## 蕭竹盈
雲路天宮少宮主，因外出找尋醫治母親良藥；卻遭受變故失去記憶，因而被一劍萬生所救，當時一劍萬生就因為蕭竹盈之外貌出眾，而深深愛慕，卻料想不到蕭竹盈卻與其侍童葉小釵兩小無猜。在蕭竹盈懷有葉小釵的兒子後，仍舊失去至愛。最後出賣自己身體製造黑邪書，就在這段時間內，蕭竹盈又再次出現失憶，因而在設計也可算是救人之下，再次有身孕，並且生下金羽蘭。

## 瀟德衣
海蟾尊座下三衣，出身玉清界「瀛洲風藏府」的老道，海蟾尊在聖魔大戰中請調而出，協助圍剿魔族殘兵。戰後仍受海蟾尊以三教授令派遣，追緝鬼如來。 

## 魈瑤
元種八厲中的「風之厲」，神出鬼沒、凶殘狡詐，具備野獸的本能，專門獵殺落單的飛天，以宮月惜靈為餌，欲逼孤竹隱龍重返厲族，同時也將魔爪指向水弦絲與越織女，意圖不明，乃不屬於聖魔任一方的第三勢力。
- 武學：厲風之爪、百裂風鬼、厲風魈影、風厲千山

## 懸壺子
漫勞海內傳名字，不論腰間無有懸，深澳自慚稱道者，縱行奇想託神仙。
道門玉清界三壺的領導者，手持煉壺松拐，個性較為慵懶，不喜多管閒事，對朋友皆抱持君子之交淡如水的態度，但其實嘴硬心軟，對好友暗自關切，故常被一燈禪拖下水。懸壺子同時也是重造天道明火的五仙人選之一。
- 武學：返璞歸真、道源真昧、辟心念化、廣覽壺天

## 笑劍鈍
霹靂天啟第45集初登場。為御天五龍之一的碧眼銀戎。
人稱天刀笑劍鈍。

## 襲滅天來
襲滅天來是當年萬聖巖聖尊者一步蓮華閉關參修提升境界後所釋出的惡體，一步蓮華隨後將他擊敗卻不忍殺之，結果襲滅天來趁機逃往魔界，邪族女王九禍力排眾議將他留下，後來在異度魔界被天雷擊斷後，利用自己聖魔雙修之體拉住斷層，保存魔界，期間也傳授赦生童子殺僧取業之法、吞佛童子佛門思想，透過將拉住斷層鍛鍊七邪荼黎法門，修至至高滅神之招「阿蘭聖印」及召喚獄龍沒午之術。
九禍接續恢復魔界深處的斷層後，襲滅天來正式出關恢復自由，積極對付善體一步蓮華，但在交手期間，徒弟吞佛童子也被一步蓮華生擒，自毀記憶加上體內存有一劍封禪的意識，因而轉向偏認同一步蓮華的理念，但在襲滅天來救回後卻未發現這點，甚至高興吞佛童子堅持自我意識，伺機捅了一步蓮華一劍。後來在襲滅天來和一步蓮華正式對決時，襲滅天來戰勝一步蓮華，不僅毀去他雙目，還反過來將本源善體吸收，同時獲知取得三教靈玉可於仙靈地界換取願望的消息。
在反納善體，功力大進後，襲滅天來終於表露出他的企圖，也就是成立超越佛魔的新宗派，為此他希望以魔界為起點，遂向九禍要求執掌兵符。九禍雖暗中著惱，卻明白襲滅天來能力絕頂，因此指點他尋找戒神老者、補劍缺瞭解外人入掌魔界的方法，前往天魔池接受以棄天帝為首的異度魔界數代君王考驗，在資格被認可後，被授與玉蟾宮、風流子、黃泉弔命三將協助，而襲滅天來的首要目標便是殲滅，並重創萬聖巖僅存的領導人摩訶戒者。
其時適逢六禍蒼龍再出江湖，為進一步掌握未來大局，襲滅天來先設置輪迴之門、黃泉之門引中原人前來送死，以及引出一頁書、六禍蒼龍來破關，試探六禍蒼龍真正意圖，在確知六禍蒼龍想披著正道名義一統江湖後，襲滅天來兵分兩路，一方面命令笑風塵、玉世香、風流子滲入武聯會，並讓人面棺將正奇老人、優曇善師等人一一殺害，派出魔界之人瓜代，把武聯會牢掌在手，成為捧高六禍蒼龍的工具。並起同時讓派披上美人皮相的玉蟾宮接近六禍蒼龍施展美人計，為增強魔界人力，也模仿六禍蒼龍的六禍禁式打死忘殘年，將他把身有一半鬼族血統的義弟月漩渦納入麾下。
在取得三教靈玉一事上，襲滅天來讓風流子透過武聯會取得地月靈玉的情報後，派出黃泉弔命，殺死木姥姥，取得靈玉。雖在黃泉弔命前往風刀谷受挫、而他本人及死海冰魔的傲峰之行也不成功。卻藉由先前六禍蒼龍說服風飛沙交出人星靈玉的態勢，命風流子早一步向六禍蒼龍建議名醫金不換協助刺心取血，讓他獲得人星靈玉。並在六禍蒼龍中一頁書計策，被復原的汲無蹤刺、法門出動圍剿時，命令玉蟾宮順水推舟利用女性的嫉妒心分化六禍之妻法雲子，使六禍蒼龍驟失助力，更派出月漩渦追殺，使他一度窮極潦倒。
此時，身懷天日靈玉的簫中劍也被宵跟殷末簫說服，前往找尋金不換刺心取血，不料襲滅天來更早之前已經在金不換之子金無患身上落毒，逼他協助奪取靈玉，更在事成後殺人滅口。隨後出手擒抓殷末簫，與從六禍蒼龍身上獲得人星靈玉的一頁書進行交易，終將三塊靈玉集合入手。可是在六禍蒼龍獲得軍師寂寞侯加盟後，潛入武聯會的魔界臥底悉數被殺，六禍文體化身一品皇綬伺機入內主導，使襲滅天來喪失對武聯會的掌握，但襲滅天來也利用月漩渦，將敵視簫中劍的冷醉收為部下，增加魔界戰力。
不久後，襲滅天來即親上仙靈地界神女島，但三塊靈玉回歸，卻是反讓神器千年一擊現世，原來一步蓮華在被襲滅天來融合前，已經在仙靈地界變換過記憶，三塊靈玉並無許願之能，反成就消滅異度魔龍的神兵。一頁書與六禍蒼龍之軍師寂寞侯聯手發難，趁機從襲滅天來手中奪下千年一擊，駐紮在心築情巢的冷醉也被其父冷霜城勸離魔界，又失一股戰力。
襲滅天來心知中計，趕回魔界與九禍商討移動魔龍，但當一頁書於雙子峰，在法門的殷末簫、無名師徒使用天君絲齊心配合下，順利射出千年一擊。襲滅天來雖欲阻止，卻被六禍蒼龍文武兩道化身一品皇綬、神魁戰武拖住腳步。九禍又來不及完全移動魔龍，異度魔龍當場斃命，再無法如過往不斷衍生新魔將。
為此，襲滅天來和九禍一度爭執，最後達成反撲決議，先從戒神老者處獲知頂尖魔將銀鍠黥武，將他調出助戰，首先攻滅法門擊殺殷末簫、打敗初練法門至上劍法的無名，但在消滅來阻的神魁戰武、一品皇綬兩人時，反倒間接幫助六禍蒼龍恢復功力，當襲滅天來給一頁書最後安排挺身出面的淨琉璃周旋數日時，武聯會長老病梅先生也受寂寞侯指使上演一齣率眾請出六禍蒼龍並助他恢復功力的大戲，率軍前往莫離原和襲滅天來決戰，混戰時千流影、無名相繼投入戰場助陣，襲滅天來一時不支暫退。
亟欲回轉魔界的襲滅天來在樹林之中意外遇到正等候他的吞佛童子。被以元靈之身出現的一步蓮華和為其附身的吞佛童子車輪戰，最後吞佛童子操持朱厭刺入襲滅天來因吸納一步蓮華菩提不毀之身而出現的唯一死穴（先前吞佛童子捅一步蓮華那劍所遺傷口），最後襲滅天來與一步蓮華善惡相合，同歸輪迴

## 向天借命
本名「勾魂鬼蜮聶亡影」，登場於霹靂兵燹第14集，退場於霹靂兵燹第31集為白馬縱橫所殺。
向天借命本為三大惡人之一，與宿文馗、鄒縱天齊名，三人曾一同攻破黃金城，後被黃金城遺孤紫嫣夫人聯合醉輕侯、劍中求、金蒼龍所殺，臨死前立下血咒向天借命，誰若再提起他的名字，他便會重生復仇。因此在紫嫣夫人向素還真講述黃金城歷史時應誓重生成為活屍，手持黃泉刀、身騎骷髏馬神出鬼沒，白霧為其前來索命的象徵。
實際上重生後的向天借命已被冥界天嶽以黃泉魔刀控制成為天嶽的殺手，因為乃是死屍，全無痛覺，先後應天嶽之命擊殺鄒縱天、金蒼龍、妖嫫姥、妖嫇姥、冥界裁判官等人，一時令中原正道相當棘手，最後白馬縱橫以當年金蒼龍誅其之招「一劍驚雷破五嶽」方令向天借命魂飛魄散。

## 小還真
乃沉世老叟之徒，天資聰穎、悟性奇高的神童，於霹靂狂刀之創世狂人第17集中初次登場，後在霹靂英雄榜之江湖血路第10集身亡。
小還真與師傅沉世老叟隱於洗雲驛，因為汗青篇來訪，說出世上還有一人叫素還真而生出比較之心，前往琉璃仙境後被帥輕皇化身的無相用日月同天刺傷，引發世人對日月同天血案的關注。因從瘋癲時的舞造論手裡記下王者之路的全部內容，仗此拿翹刁難師傅，換來許多假期跟福利。
後來在莫召奴為找尋醫治素還真毒患方式而前往高唐醉夢鄉時，小還真與小無慾遇見落煙霞，原先落煙霞為難莫召奴要他娶自己的婢女為妻才肯告知渡鶴影的情況，最後是小還真出面詐稱莫召奴是女扮男裝，方替其解圍，因為喜歡小還真跟小無慾的天真機靈，因而落煙霞就收他們為義子，之後沉世老叟來送帝王坪聚會的請帖時，也是小還真替師傅斡旋。
可惜天倫夢短，沒過多久落煙霞便死在掠食者劍下，為了替義母報仇，小還真趁掠食者被沉世老叟及渡鶴影殺成重傷並逃進叢林時，聯合小無慾用計把掠食者騙進一個木桶裡，斬下他的首級為母報仇。小還真之後閉關修練，不但把王者之路十一招劍法練成，並且憑自身才智將十一招串連發揮出前所未有的威力，並將串連方法告知舞造論。
但也因此懷璧其罪，意圖奪取王者之路劍法的四飛天迫害，不但連累師傅沉世老叟被四飛天生擒，並迫他寫信招來小還真，但沉世老叟為保徒弟性命，在信中留下玄機，經莫召奴解讀後，看出沉世老叟阻止小還真赴約的真意，阻止小還真前去，結果沉世老叟因此慘亡。但四飛天仍不死心，聖慧隨後附身小無慾不僅順利偷得劍法，同時一劍刺傷小還真，雙足成殘。
所幸小還真日後又遇上劍魔傲神州，得他換血傳功，才又改變其命運，但兩人師徒之緣同樣不深，傲神州在與滄海老鳥一戰中被蘅佛子偷襲打落英雄嶺，小還真因懷有傲神州所留的六識劍譜而遭魑魔一派追殺，遭到殺戮邪神絕長命重創，劍譜被奪，不過只是小還真事先偽造的贗本，後來小還真也讓小無慾跟小嘆救回靈山不廢城，並代劍魔把殘神刀法還給刀魔星野殘紅。
小還真之後持六識劍法的正本參與貫天台真經大會，通過九宮圖考驗，在素還真婉拒山水不朽長樂君之意後，被選為安樂園之儲君，為天下一家、和平安樂的世界理想做努力，先是率領安樂園高手攻入屠變之塔抓走天魔，替星野殘紅排解殺害操刀者一事，但也因君位，慘遭與寒雨夢中人勾結的風中行者派出臥雪刀殺害。

## 血靈魔尊
是第二魔界靈魅殿之首，與死路冥神、渾沌風魔同掌轄魔界三魅殿之主，登場於霹靂幽靈箭第二部第2集，在霹靂英雄榜第26集斃於零的刀下。
在第一魔界式微之後，欲令魔族再度稱霸武林。以三色歸龍重禮延攬智慧之星玉天璣出仕軍師，任其獨攬大權。因此導致魔族舊屬不服而內鬥自傷。日後藉此逼陷玉天璣並將其驅逐，使魔界暫隱幕後。最後捲入魔族派系之爭，陣前敗亡。

## 小玄元
素還真早期登場時兩名弟子之一(另一名則是小金剛)，是一名白胖可愛的小童。個性活潑好動，古靈精怪，卻又常令來訪的大人啼笑皆非。可惜於《霹靂眼》時期，當武林萬教殺上翠環山決議公審素還真時，不幸在隨著素還真、小金剛逃亡途中死於尋仇的冷劍白狐劍下。

## 醒惡者
居於火山熔岩罪惡深淵的奇人，曾助玄宗封印異度魔界，但居心不良是為謀奪道源。跟西方翳流關係匪淺，後正式加入擔任長老。於霹靂兵燹之刀戟戡魔錄第3集登場，霹靂奇象第9集被上官尋命所殺。  
翳流教主南宮神翳的至交好友，擅長蠱毒，早在數百年前曾為了交易道源而協助玄宗封印異度魔界。在翳流覆滅後隱居於罪惡深淵，直到異度魔界再出，月才子談無慾前來求援，這才現身。其人老練陰沈，為求最大利益，迫使談無慾飲毒答應條件交換，但在對付異度魔界時卻不甚盡力。
為復活好友南宮神翳，醒惡者與蠱皇狼狽為奸謀算北辰元凰身上的龍氣，並搶奪魔心。由於南宮神翳的復活需要咳羊莖，因此忍下一時之氣，將魔心與慕少艾交換。殊不料，北辰元凰早得慕少艾指點，因此最後再出之人卻是北辰元凰，南宮神翳遭其吸收，醒惡者大忿之下就此隱居。
但見北辰元凰頗具雄才，且翳流外敵強悍，因此受北辰元凰之請出山擔任翳流長老，參與偽造練雲人藥丹、製造強化功體藥丹等事，曾與前來尋仇的藺無雙交手卻是大敗。後來愁落暗塵為替父親鬼樑天下報仇，請出好友上官尋命，趁翳流進軍罪惡坑，他一旁觀戰待機時被暗殺。

## 玄真君
玄真君是台灣霹靂布袋戲中的人物，聖龍口十三道之一，箭術過人、醫道精湛，在霹靂狂刀第4集出場，歿於霹靂英雄榜第28集。
玄真君，乃是道尊座下十三道之一，擅長弓箭射術、醫道亦稱絕倫，因救過巧手靈工，蒙他將白雲驕霜委託製造的無弦神弩相贈，助他無形箭之威更上一層樓。由於對道尊失蹤後，道教的內鬥感到失望，遂退隱於離愁谷，直到太極道君指點葉小釵、花非花請玄真君協助醫治失去臉皮的金小開，方再度被捲入江湖是非。
為阻止玄真君縫合金小開的臉皮，孤愁先生殺了玄真君徒兒劍膽示威，玄真君大怒之下，接連使出無弦神弩十八式中的一瀉千里、兩盡其妙跟三分鼎足三招重創孤愁，從此再涉武林，不但在治好金小開後將他訓斥一頓，還隻身殺上合修會據點清理門戶，誅殺無極道君、鶴原等道教叛徒。
此後，玄真君積極幫助正道，為保護滅境魔頭鬼王棺替一頁書作證，玄真君和照世明燈力鬥合修會人馬，打死勾腸劍西門足，但天殘武祖為立威而派來的紅綵藍帶伺機奪走玄真君和照世明燈的慣用兵刃，逼迫兩人參加武學講座。後來武學講座結束後，本與空劫要往雲渡山保護歡喜佛，卻又聽聞鬼王棺為惡消息，遂接受目殘指點，在風雨坪三分鼎足一招重創鬼王棺，本以為鬼王棺已斃，不料他暗中移轉元氣，保住了生命。
後來因緣際會下，玄真君與黑流派遺孤白月等人相識，幫助他們抵禦非凡公子派來的追殺，英雄氣概使白月芳心暗許，同時在他身上施下意形忍法，所以在玄真君找青陽子挑戰失敗，依諾自盡後仍能保住性命，讓白月與黑流派大首領救回，但卻瘋癲痴呆。直到魔域派出蟄伏武林中的大夫長桑鬼陀藉由高超的醫術接近正道時，方被他救醒，但玄真君也在診療期間被他離間，與素還真關係破裂，雖沒有接受三世道君的安排射殺非凡公子，但也再度恢復隱逸生活不理俗事。
玄真君二度退隱於同修照世明燈的黑暗道，卻突遇對道教懷恨的盼夢圓尋仇，先是師姪紫陽子被殺，玄真君和照世明燈現身緝兇時，也不敵盼夢圓，被她撥回無形箭射穿胸膛而斃命。